# (12935) Zhengzhemin
(12935) Zhengzhemin est un astéroïde de la ceinture principale.

## Description
(12935) Zhengzhemin est un astéroïde de la ceinture principale. Il fut découvert le 2 octobre 1999 à la station de Xinglong par le programme Beijing Schmidt CCD Asteroid Program. Il présente une orbite caractérisée par un demi-grand axe de 2,31 UA, une excentricité de 0,10 et une inclinaison de 5,8° par rapport à l'écliptique.

## Compléments